# Béatrice Mousli
Béatrice Mousli, née en 1966, est une universitaire française, professeure de langue et de littérature française à l'université de Californie du Sud et biographe d'écrivains.

## Biographie
Son père est cheminot – cadre supérieur à la SNCF – et sa mère enseignante, directrice d'école.
Elle obtient en 1988 une maitrise de lettres modernes à l'université Paris IV Sorbonne puis l'année suivante un diplôme d'études approfondies (DEA) de lettres modernes dans cette même université et un diplôme d'études supérieures spécialisées (DESS) en documentation-information à l'Institut d'études politiques de Paris. Elle obtient en 1993 un doctorat en lettres à la Sorbonne avec une thèse intitulée "Intentions, revue littéraire, 1922–1924" et en 2005 l'habilitation à diriger des recherches (HBR) au département de littérature et linguistique françaises et latines de l'université Paris-III–Sorbonne Nouvelle.
Entre 2000 et 2009, elle est professeure invitée (Visiting Faculty) à l'Otis College of Art and Design à Los Angeles. Entre 1999 et 2001, elle est chargée de cours (lecturer) au département langues française et italienne de l'université de Californie du Sud dans cette même ville, puis toujours dans le département de cette université, elle est professeure associée de 2009 à 2013, puis professeur à partir de 2013. Elle est également directrice des premiers cycles (Undergruate Studies) de 2014 à 2018. À partir de 2004, elle est aussi directrice du Centre de recherches et de ressources francophones de l'université.
Elle écrit en 1998 une biographie du traducteur et écrivain Valery Larbaud qui est récompensée du Prix de la biographie de l'Académie française. Outre des ouvrages sur la littérature, elle écrit les biographies de l'écrivain, poète et journaliste  Philippe Soupault, cofondateur du surréalisme, du poète, romancier et peintre Max Jacob (biographie récompensée du prix Anna-de-Noailles) et de l'essayiste, romancière et militante américaine Susan Sontag[réf. souhaitée].

## Publications
- Intentions : Histoire d'une revue littéraire des années vingt, Paris, Ent'revues, 1995, 205 p. (ISBN 2907702106)
- Valery Larbaud, Paris, Flammarion, coll. « Grandes biographies », 1998, 542 p. (ISBN 9782080674081), Prix de la biographie de l'Académie française[1],[2],[3]
- Virginia Woolf, Paris, Éditions du Rocher, coll. « Les Infréquentables », 2001, 278 p. (ISBN 2268038890)
- Valery Larbaud : Le vagabond solitaire, Paris, La Quinzaine littéraire, coll. « Voyager avec... », 2003, 387 p. (ISBN 978-2910491161)
- Les Éditions du Sagittaire : 1919-1967, éditions de l'Institut mémoires de l'édition contemporaine, 2004, 512 p. (ISBN 978-2908295597).
- avec Guy Benett, Poésie des Deux mondes : Un dialogue franco-américain à travers les revues 1850-2004, Paris, Entrevues, 2010 (ISBN 978-2907702355)
- Philippe Soupault, Paris, Flammarion, coll. « Grandes biographies », 2010, 480 p. (ISBN 9782080689306)
- Max Jacob, Paris, Flammarion, coll. « Grandes biographies », 2005, 514 p. (ISBN 9782080680747), Prix Anna de Noailles de l'Académie française[2],[3]
- Susan Sontag, Paris, Flammarion, coll. « Grandes biographies », 2017, 624 p. (ISBN 9782081251175)

## Distinctions
- Officier de l'Ordre des Palmes académiques (2018, chevalier en 2007)[2]